# Eduardo Montefusco
Eduardo Montefusco (Napoli, 9 agosto 1953) è un imprenditore italiano, proprietario e presidente di Radio Dimensione Suono.

## Biografia
Nato a Napoli nel 1953, si trasferisce a Roma dove, nel 1978, nasceranno i figli Massimiliano e Alessandro
Nel 1981 inizia la sua ascesa per diventare editore radiofonico, rilevando il 50% di Radio Dimensione Suono.
Nel 1983 nasce il terzo figlio, Andrea, mentre è impegnato a completare l'acquisto di RDS, di cui diventerà presidente e proprietario unico, nel 1986, e che lo porterà, nel 2012, a ricevere dal Presidente della Repubblica Giorgio Napolitano, il titolo di Cavaliere del lavoro
Nel 2015, come vicepresidente di Confindustria Roma, ha la delega per l'Expo di Milano, ma l'anno successivo, viene travolto dallo scandalo Panama Papers, risultando azionista di una società offshore nelle Isole Vergini. Nello stesso anno, sale agli onori delle cronache, per una polemica a distanza instaurata da Kekko Silvestre, il frontman dei Modà,  che accusa Montefusco di pensare più a girare in elicottero che a far passare il disco dei Modà in radio.
Nel 2017 decide di investire in un nuovo progetto e, per i 200 anni della Casina Valadier, edificio storico di Roma, Montefusco ne acquisisce la licenza di bar ristorante, per creare un luogo di incontro tra artisti e imprenditori del settore. 
Le strategie aziendali dell'imprenditore portano il gruppo RDS a ricevere nel 2017 il riconoscimento Top Employers che sarà confermato anche nel 2018. 
Successivamente, inizia a dedicarsi allo sviluppo del Digital Audio Broadcasting, diventando presidente del consorzio italiano di imprese Dab e dichiarando che l'Italia nel 2022 ha raggiunto il terzo posto nelle vendite dei ricevitori Dab, anche per l'impegno di chi fa radio rispetto all'uso delle nuove tecnologie.